# Paso Grande Estación el Chico
Paso Grande Estación el Chico är en ort i Mexiko.   Den ligger i kommunen Emiliano Zapata och delstaten Veracruz, i den sydöstra delen av landet, 240 km öster om huvudstaden Mexico City. Paso Grande Estación el Chico ligger 960 meter över havet och antalet invånare är 364.
Terrängen runt Paso Grande Estación el Chico är huvudsakligen kuperad, men den allra närmaste omgivningen är platt. Runt Paso Grande Estación el Chico är det ganska glesbefolkat, med 45 invånare per kvadratkilometer. Närmaste större samhälle är Xalapa, 13,0 km nordväst om Paso Grande Estación el Chico. I omgivningarna runt Paso Grande Estación el Chico växer huvudsakligen savannskog.